# Ziemia sanocka

Sztandar ziemi przemysko-sanockiej z okresu bitwy pod Grunwaldem, dewiza „Fortuna – Favet – Fortibus”

Ziemia sanocka (łac. Terra et Districtus Sanociensis) – jedna z większych ziem I Rzeczypospolitej, jednostka ta funkcjonowała w okresie od XIV do XVIII wieku. W jej skład wchodziły późniejsze powiaty: sanocki, brzozowski, leski oraz część powiatów turczańskiego, krośnieńskiego i rzeszowskiego. Ziemia sanocka była częścią województwa ruskiego, w skład którego wchodziły jeszcze ziemia lwowska, ziemia przemyska, ziemia żydaczowska oraz ziemia chełmska i ziemia halicka. Stolicą województwa był Lwów.
Obejmowała południowo-zachodnią część województwa ruskiego w dorzeczu górnego i środkowego Sanu, od jego źródeł po Dubiecko, oraz w dorzeczu górnego Wisłoka. Od północy i wschodu graniczyła ziemia sanocka z ziemią przemyską, od zachodu z województwem krakowskim (powiat biecki), i sandomierskim (powiat pilzneński). Koło Krosna schodziły się wówczas granice trzech województw I Rzeczypospolitej. W roku 1665 ziemia sanocka liczyła 371 wsi i 12 miast i miasteczek.
Sejmiki generalne województwa ruskiego odbywały się w Sądowej Wiszni. Na zamku sanockim znajdował się również Sąd Wyższy Prawa Niemieckiego dla całej ziemi sanockiej (1425–1553). Pierwsze cztery ziemie weszły w 1772 roku w skład Królestwa Galicji i Lodomerii.

## Herb i barwy
Herbem ziemi sanockiej jest w polu błękitnym dwugłowy orzeł złoty z takąż koroną pod nią umieszczony. Kolory żółty i błękitny są barwami herbowymi Piastów śląskich zapisanych w XIV-wiecznym herbarzu flamandzkim Gerlego. Znak dwugłowego orła nawiązuje do symboliki Orientu, który pojawił się XIII w. z sąsiadującej z Polską Rusi Halickiej. Złoty (żółty) orzeł jest symbolem siły i praworządności nawiązującej do heraldyki opolskiej linii Piastów oraz osoby księcia Władysława II Opolczyka, który obdarzył te ziemie szeregiem przywilejów i fundacji.

## Osadnictwo
Ziemia sanocka została skolonizowana przez kilka niemieckich (zob. Głuchoniemcy) rodów rycerskich przybyłych do Polski głównie z Węgier – Balowie, Tarnawscy, Margrabstwa Miśni – Fryderyk Myssnar (Jaćmirscy) i Fredrowie, z Czech – Herburtowie, Felsztyńscy i Czeszykowie, ze Śląska – Kmitowie, Bobolowie. Ziemia sanocka graniczyła od zachodu z powiatem bieckim (województwa krakowskiego) i powiatem pilzneńskim (województwa sandomierskiego), od południa z węgierskimi komitatami Zemplén oraz Ung, od wschodu i północy z ziemią przemyską.

### Grupy etnograficzne
- Pogórzanie
- Dolinianie
- Łemkowie
- Bojkowie
- Głuchoniemcy[3][4].
- Żydzi

#### Wsie wołoskie na ziemi sanockiej
Dziurdziów, Trzcianka, Bandrów, Jaśliska, Wola Sękowa, Odrzechowa, Blizne, Końskie, Hłomcza, Witryłów, Łubno, Hadle Szklarskie, Rudawka, Żohatyn, Lipa, Leszczawa, Brzeżawa, Tyrawa Wołoska, Bezmichowa, Serednica, Stefkowa, Ustianowa, Olszanica, Uherce, Bóbrka, Chrewt, Polana, Żurawin, Tarnawa, Wola, Tworylne, Rajskie, Smolnik, Wołkowyja, Solina, Mchawa, Serednie, Zahoczewie, Łukowe, Wola Czaszyńska, Czaszyn, Markowce, Niebieszczany, Morochów, Wola Morochowska, Płonna, Szczawne, Radoszyce

### Szlachta
- rody szlacheckie (magnackie): Balowie, Bobolowie, Drohojowscy, Fredrowie, Herburtowie, Kmitowie, Krasiccy, Tarnawscy
- rody szlacheckie (ziemiańskie), koniec XIX wieku: Bilińscy herbu Sas, Dydyńscy herbu Gozdawa, Gniewoszowie herbu Kościesza, Łobaszewscy herbu Łada, Poźniakowie herbu Poźniak, Ścibor-Rylscy herbu Ostoja, Truskolascy herbu Ślepowron, Wiktorowie herbu Brochwicz.

## Ziemia i powiat
- Miasta: Babice, Baligród, Brzozów, Dubiecko, Dynów, Nowotaniec, Bukowsko, Tyczyn, Jaćmierz, Jaśliska, Jawornik Polski, Krosno, Lisko, Lutowiska, Mrzygłód, Sanok, Tyrawa Wołoska, Zarszyn.

## Miejscowości[5]
- Babice
- Bachlawa
- Bachórz
- Bachórzec
- Bachów
- Baligród
- Balnica
- Bałucianka
- Banniczka
- Bartkówka ob. cz. Dynowa
- Barycz
- Bażanówka
- Bełchówka
- Beniowa
- Berezka
- Bereżnica Niżna
- Bereżnica Wyżna
- Bereska
- Besko
- Bezmiechowa Dolna
- Bezmiechowa Górna
- Biała
- Białka
- Białobrzegi (Palversee)
- Blizne
- Błażowa
- Błędowa
- Boguchwała
- Borek Stary
- Borkówka
- Borownica
- Bóbrka
- Brelików
- Brzegi Górne
- Brzezówka
- Brzeżawa
- Brzozowiec
- Brzozów
- Brzuska
- Budziwój
- Budzyń
- Buk
- Bukowiec
- Bukowiec
- Bukowsko
- Buków
- Bykowce
- Bystre
- Bzianka
- Caryńskie
- Cergowa
- Chmiel
- Chmielnik
- Choceń
- Chodorówka
- Chrewt (Creuth* Hreut* Xrevt)
- Cisna
- Cisowiec
- Czarna Dolna
- Czarna Górna
- Czarnorzeki
- Czaszyn
- Czeremcha
- Czerteż
- Czerwonka
- Czystogarb
- Daliowa
- Darów
- Daszówka
- Dąbrówka
- Dąbrówka Almanica
- Dąbrówka Ruska
- Dąbrówka Starzeńska
- Denowiec
- Deszno
- Dąbna
- Długie
- Dobra
- Dobrzanka
- Dolina
- Dolhyluh
- Dołżyca
- Dołżyca
- Domaradz
- Drabinianka
- Drohobyczka
- Dubiecko
- Dubowie
- Dudyńce
- Duszatyn
- Dwerniczek
- Dwernik
- Dydnia
- Dylągowa
- Dylągówka
- Dynów
- Dziurdziów (Giurgiu* Zurdziw)
- Dźwiniacz Dolny
- Dźwiniacz Górny
- Falejówka
- Futoma
- Gdyczyna
- Glinne
- Głębokie
- Głowienka
- Golcowa
- Golcowska Wola
- Górzanka
- Górki
- Grabownica
- Grabówka
- Grzegorzówka
- Habkowce
- Haczów
- Hadle
- Harta (Hart)
- Hermanowa
- Hłomcza
- Hłudno
- Hoczew
- Hołolas
- Hołuczków
- Horodek
- Hroszówka
- Hucisko Nienadowskie
- Hucisko
- Huczwice
- Hulskie
- Humniska
- Huta
- Huta
- Huta
- Huzele
- Hyżne
- Iskań
- Iskrzynia
- Iwonicz
- Iwonicz-Zdrój
- Izbice
- Izdebki
- Jabłonica
- Jabłonica Ruska
- Jabłonka
- Jabłonki
- Jaćmierz
- Jankowce
- Jasiel
- Jasienica
- Jasienie
- Jasionka
- Jasionów
- Jaśliska
- Jawornik
- Jawornik Polski
- Jawornik-Przedmieście
- Jawornik Ruski
- Jaworzec
- Jędruszkowce
- Jurowce
- Kalnica–Baligród
- Kalnica–Cisna
- Kamienne
- Kamionka
- Kamionki
- Karlików
- Kąkolówka
- Kielczawa
- Kielnarowa
- Klimków
- Kocerz
- Kołonice
- Komańcza
- Kombornia (Kaltborn* Komborna)
- Końskie
- Korczyna
- Kostarowce
- Kosztowa
- Kotów
- Kożuszne
- Kreców
- Krosno
- Krościenko Niżne ob. dzielnica Krosna
- Krościenko Wyżne
- Królik Polski
- Królik Wołoski
- Krzemienna
- Krzywe
- Krzywe
- Krzywe
- Krzywka
- Kulaszne
- Kuźmina
- Lachawa
- Ladzin
- Lalin
- Laskówka
- Lecka
- Lesko
- Leszczawa Górna
- Leszczawa Dolna
- Leszczawka
- Leszczowate
- Lipa
- Lipowiec
- Liszna
- Liszna
- Lubatowa
- Lubatówka
- Lubenia
- Lutoryż
- Lutowiska
- Łazy
- Łączki
- Łężyny
- Łobozew
- Łodzina
- Łokieć
- Łopienka
- Łosiowe
- Łubne
- Łubno
- Ług
- Łukawica
- Łukowe
- Łupków
- Magierów
- Magórzyca (Magura* Mahurica)
- Malawa
- Malinówka
- Manasterzec
- Maniów
- Markowce
- Matysówka
- Mchawa
- Meszawa
- Miejsce Piastowe
- Międzybrodzie
- Mików
- Milcza
- Moczarne
- Mokre
- Morochów
- Moszczaniec
- Moszczanki
- Mrzygłód
- Myczkowce
- Myczków
- Mymoń
- Nadolany
- Nagórzany
- Nasiczne
- Niebieszczany
- Niebocko
- Nienadowa
- Niewistka
- Nowosielce
- Nowosiółki
- Nowotaniec
- Nowy Borek
- Nozdrzec
- Obarzym
- Odrzechowa
- Odrzykoń
- Olchowa
- Olchowce
- Olchowiec
- Olszanica
- Orelec
- Orzechówka
- Osława
- Osławica
- Osławica
- Pakoszówka
- Paniszczów
- Paszkowa
- Paszowa
- Pawłokoma
- Piątkowa
- Piątkowa
- Piątkowska
- Pielnia
- Pisarowce
- Płonna
- Płosina
- Płosina Górna
- Płowce
- Pobiedno
- Podbukowina
- Podsobnie
- Polana
- Polanki
- Polany
- Polańczyk
- Polchowa
- Popiele
- Poraż
- Posada
- Posada
- Posada Górna
- Posada Jaćmierska
- Posada Jaśliska
- Posada Leska (obecnie część Leska)
- Posada Olchowska (obecnie dzielnica Sanoka)
- Posada Sanocka (obecnie dzielnica Sanoka)
- Posada Zarszyńska
- Postołów
- Prełuki
- Procisne
- Prusiek
- Przedmieście Dubieckie
- Przedmieście Dynowskie
- Przybyszów
- Przysietnica
- Przysłup
- Puławy
- Rabe
- Raczkowa
- Radoszyce
- Radziejowa
- Rajskie
- Rakowa
- Ratnawica
- Rogi
- Ropienka
- Rosochate
- Rosolin
- Rozpucie
- Roztoki
- Roztoki
- Równe
- Równia
- Rudawka
- Rudenka
- Ruska Wieś
- Ruskie
- Ruszelczyce
- Rybne
- Rymanów
- Rytarowce
- Rzepedź
- Sakowczyk
- Sanoczek
- Sanok
- Serednica
- Serednie
- Sianki
- Siedliska
- Siedliska
- Sielnica
- Siemuszowa
- Sieniawa
- Skopów
- Skorodne
- Skuwierzowa
- Słocina
- Słonne
- Smerek
- Smolnica
- Smolnik
- Smolnik
- Sokole
- Sokoliki
- Sokołowa Wola
- Solina
- Solinka
- Solonka
- Sośnica
- Suchodół
- Sporne
- Srogów
- Stańkowa
- Stara Wieś
- Stefkowa
- Stężnica
- Strachocina
- Straszydle
- Stróże Małe
- Stróże Wielkie
- Strwiążek ob. cz. Ustrzyk Dln.
- Strzebowiska
- Studenne
- Stupnica
- Stuposiany
- Suchodół
- Sukowate
- Sufczyna
- Surowica
- Suszków
- Szczawne
- Szepańcowa
- Szczerbanówka
- Szklary
- Szklary
- Śliwnica
- Średnia Wieś
- Średnie Wielkie
- Targowiska
- Tarnawa Dolna
- Tarnawa Górna
- Tarnawa Niżna
- Tarnawa Wyżna
- Tarnawka
- Tarnawka
- Teleśnica Oszwarowa
- Teleśnica Sanna
- Temeszów
- Terka
- Tokarnia
- Trepcza
- Trześniów
- Turzańsk
- Turze Pole
- Tworylne
- Tyczyn (Titschein)
- Tyrawa Solna
- Tyrawa Wołoska
- Tyskowa
- Uherce Mineralne
- Ulanica
- Ulucz
- Ustianowa Górna
- Ustianowa Dolna
- Ustrzyki Górne
- Wańkowa
- Wara
- Waśkowa Wola
- Weremień
- Wernejówka
- Wesoła
- Wetlina
- Widaczów
- Wielopole
- Wienkowie
- Wietrzany
- Wisłoczek
- Wisłok Wielki
- Witryłów
- Wola Glębocka
- Wola Górecka
- Wola Górzańska
- Wola Jasienicka
- Wola Jaworowa
- Wola Kocerska
- Wola Komborska
- Wola Kostowska
- Wola Krecowa
- Wola Maćkowa
- Wola Monasterska
- Wola Matiaszowa
- Wola Michowa
- Wola Niżna
- Wola Orzechowska
- Wola Piotrowa
- Wola Postołowa
- Wola Radoszycka
- Wola Rafałowska
- Wola Rymanowa
- Wola Sękowa
- Wola Wołodzka
- Wola Wyżna
- Wolica
- Wołkowyja
- Wołodź
- Wołosate
- Wołtuszowa
- Woronków
- Wólka Klimkowska
- Wrocanka
- Wróblik Królewski
- Wróblik Szlachecki
- Wujskie
- Wybrzeże d. Ruska Wieś, cz. Dubiecka
- Wydrna
- Wydrne
- Wysoczany
- Wzdów
- Zabłotce
- Zabrodzie
- Zagórz
- Zahoczewie
- Zahutyń
- Zalesie
- Załuż
- Zarszyn
- Zasław
- Zatwarnica
- Zawada
- Zawadka
- Zawadka Morochowska
- Zawadka Rymanowska
- Zawoje
- Zawój
- Zawóz
- Zboiska
- Zembertowa Wola
- Zembertowska Wola
- Zmiennica
- Zubeńsko
- Zwierzyń
- Żłobek
- Żerdenka
- Żernica Niżna
- Żernica Wyżna
- Żohatyn
- Żubracze
- Żurawin

- zamki: Sobień, Lesko, Hoczew, Dubiecko, Kamieniec, Sanok, Nowotaniec, Płonna, Zboiska.

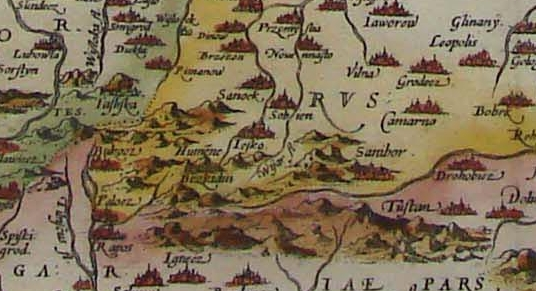
Zamki Sobień, Sanock i Lesko na mapie Wacława Grodeckiego „Poloniae finitimarumque locorum descriptio”. Antwerpia, 1579

## Religie i wyznania
Organizację kościoła łacińskiego na ziemi przemyskiej i sanockiej, podporządkowanego poprzednio bezpośrednio papieżowi, przeprowadził od roku 1379 biskup przemyski Eryk z Winsen, franciszkanin. Eryk z Winsen wystarał się m.in. o uposażenie biskupstwa. Swymi działaniami zapewnił warunki do prowadzenia na terenie biskupstwa przemyskiego normalnej działalności duszpasterskiej kościoła katolickiego.
W 1765 w ziemi sanockiej znajdowało się sześć żydowskich gmin wyznaniowych:
- Bukowsko
- Dynów
- Lesko
- Nowotaniec
- Rymanów
- Sanok

## Urodzeni na ziemi sanockiej
- Andrzej Bobola – święty Kościoła katolickiego
- Grzegorz z Sanoka – arcybiskup, humanista
- Ignacy hr. Krasicki – prymas Polski, bajkopisarz
- Jan Grodek – rektor UJ (XVI w.)
- Stanisław Tarnawski – chorąży ziemi sanockiej (XVI/XVII)

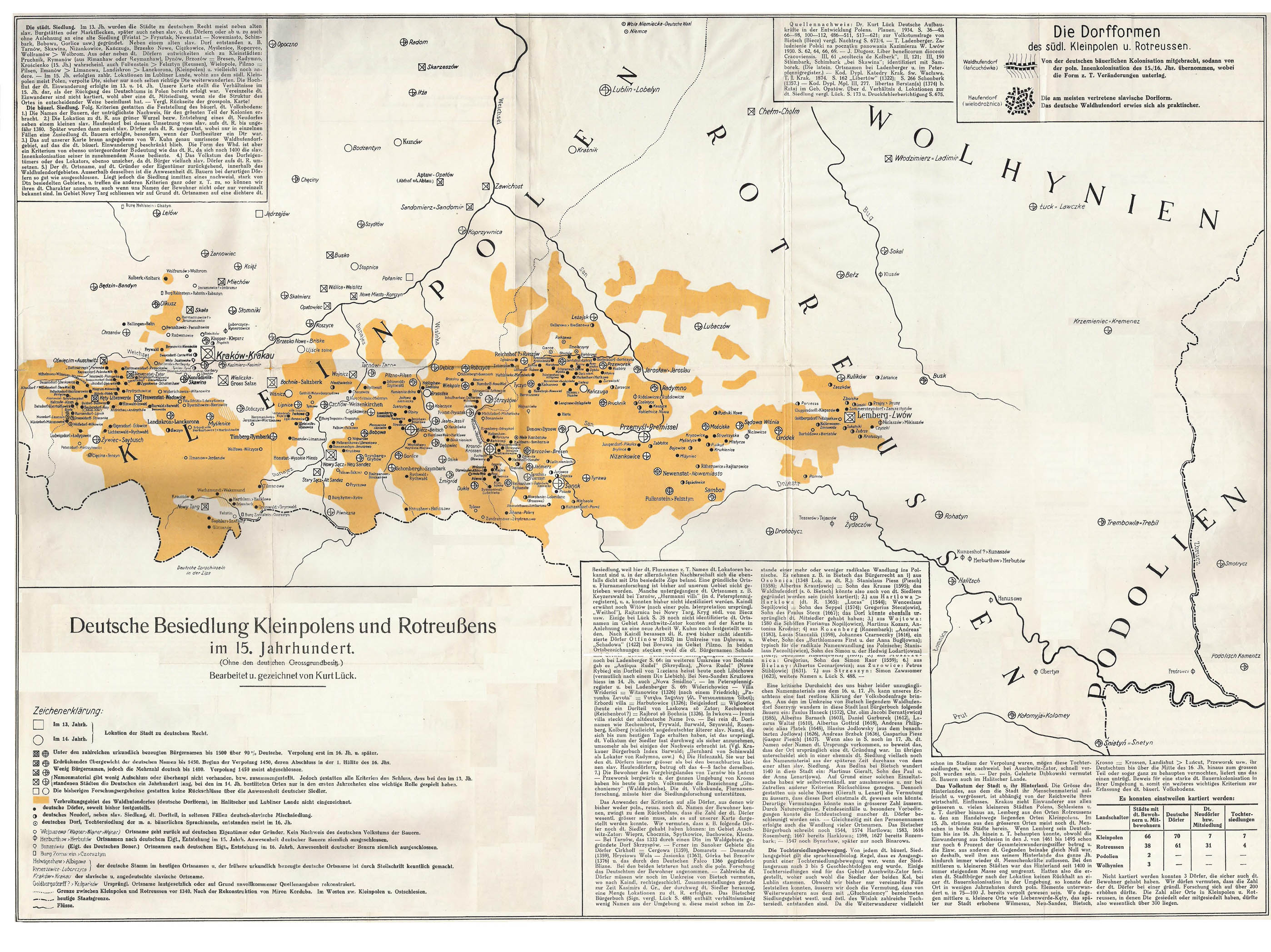
Niemieckie osadnictwo w Małopolsce oraz Rusi Czerwonej (zob. Głuchoniemcy) w XV wieku, fragment niemieckiego atlasu historycznego z roku 1934, wyd. Poznań